# Lista över Volvo Ocean Race-syndikat
Detta är en lista över Volvo Ocean Race-syndikat.

## A
- Alicante
  - Alicante 1
  - Alicante 2
- Assa Abloy
  - Assa Abloy

## B
- Brunel
  -  Brunel

## D
- djuice dragons
  - djuice

## E
- Ericsson Racing Team
  - Ericsson
  - Ericsson 1
  - Ericsson 2
  - Ericsson 3
  - Ericsson 4

## I
- illbruck Challenge
  - illbruck

## M
- Mean Machine
  - Mean Machine
- Movistar
  - Movistar

## N
- Nautor Challenge
  - Amer Sports One
  - Amer Sports Too

## P
- Puma Racing Team
  - Puma

## R
- Russian Challenge
  - Russian Challenge

## T
- Team ABN Amro
  - ABN Amro 1
  - ABN Amro 2
- Team Brasil 1
  - Brasil 1
- Team News Corp
  - News Corporation
- Team Pirates of the Caribbean
  - Team Pirates of the Caribbean
- Team SEB
  - SEB
- Team Tyco
  - Tyco